# Calc per fregament

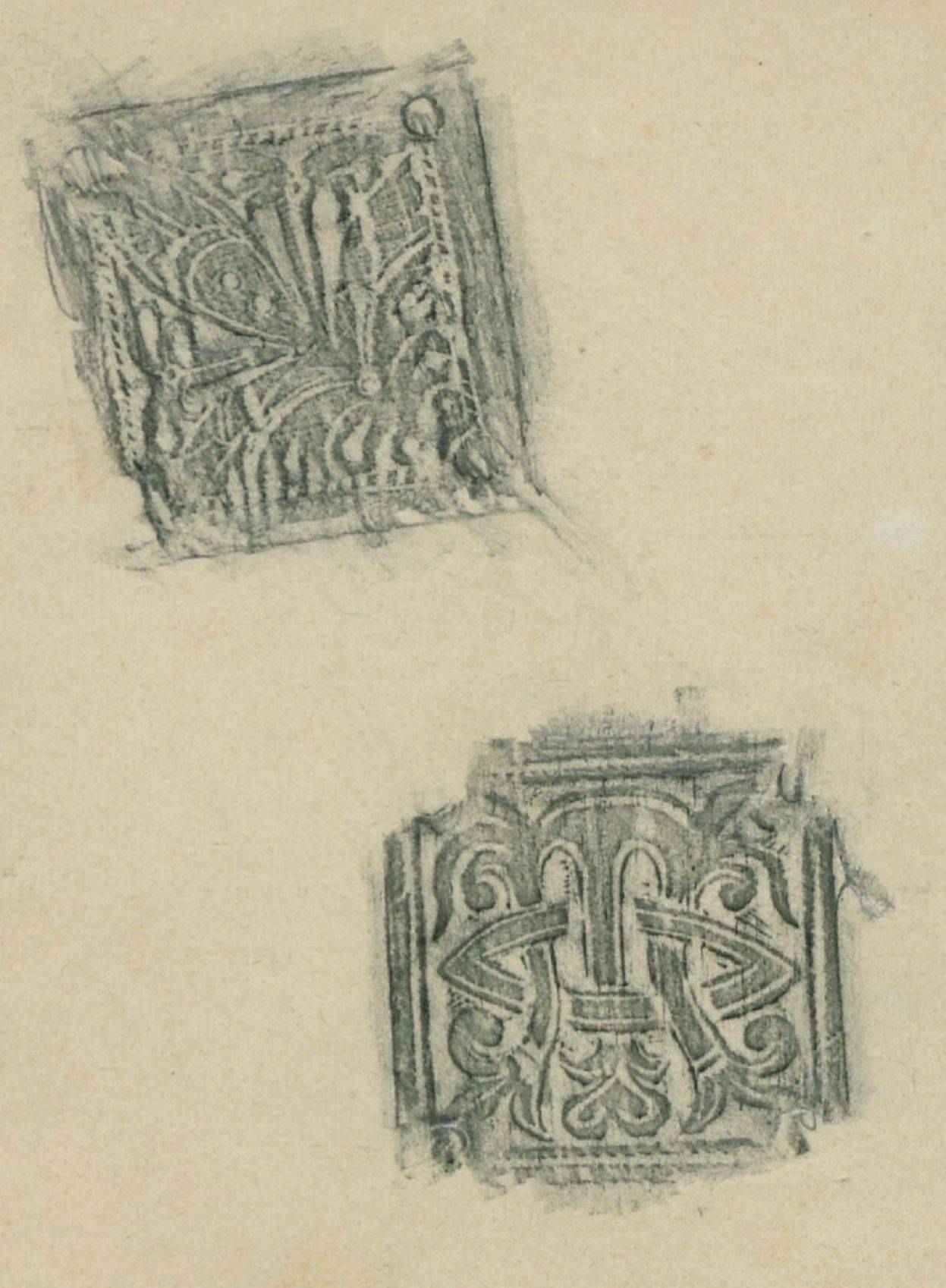
Dues talles islandeses calcades per fregament.

En arqueologia, algunes disciplines artístiques i altres camps, un calc per fregament és la tècnica consistent en obtenir una còpia d'una textura existent en una superfície disposant un suport apropiat (paper, tela o similar) sobre la textura que hom vol calcar i fregant pel damunt amb un material que permeti contrastar les irregularitats existents adherint-se a la superfície de suport.
Un exemple fàcil de comprovar és la còpia que es pot fer de la cara d'una moneda fregant, amb la punta d'un llapis, un paper posat damunt de la moneda.

## Materials necessaris

### Material de suport
El materials de suport poden ser diversos: paper, pergamí, teles diverses, teixits de fibres sintètiques o feltres naturals o sintètics. En principi qualsevol làmina relativament flexible i deformable pot ser adequada. Pel que fa al color són habituals les tonalitats blanques o molt clares però cal no excloure les tonalitats més fosques de qualsevol color (fins i tot el negre). Especialment en aplicacions artístiques creatives basades en el frottage.

### Material marcador
Els materials marcadors poden ser molt variats: carbó vegetal, sutge, guix, betum, ceres barrejades amb pigment, tintes diverses, ... Qualsevol material que pugui adherir-se a la làmina de suport i que tingui un color que contrasti amb el del suport, pot emprar-se amb èxit.

### Eines
Els materials marcadors poden ser aplicats directament amb les mans (amb guants o sense) o emprant alguna eina auxiliar de la mena de brosses flexibles o palpadors rígids o flexibles.

## Obres originals
Les obres més apropiades per a ser calcades per fregament són aquelles que tenen una textura amb diferències de relleu poc contrastades. Alguns exemples són els següents:
- esteles
- làpides
- inscripcions en pedra

Estela d'Hammurabi
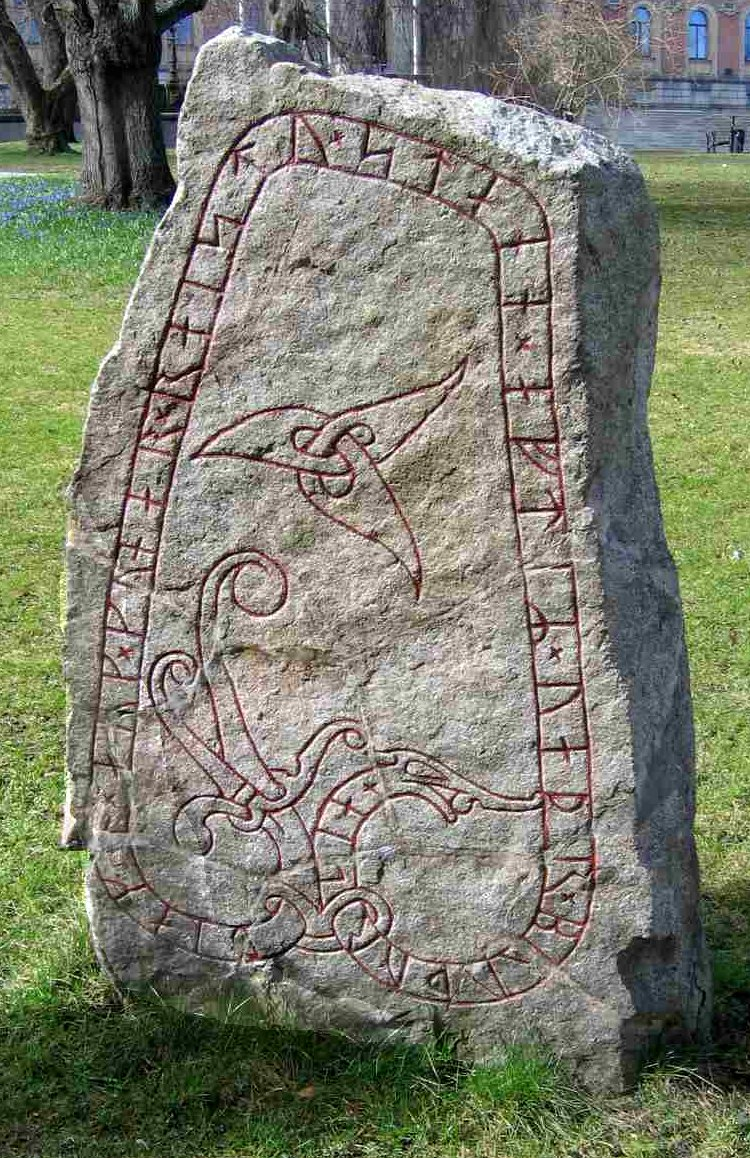
Estela amb inscripcions rúniques a Uppsala, Suècia
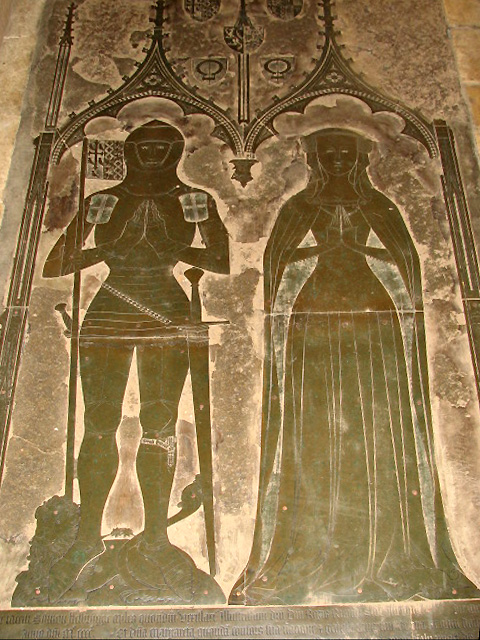
Làpida de bronze de la tomba de Simon de Felbrigge i la seva esposa a l'església de St Margaret's, a Felbrigg (Norfolk)
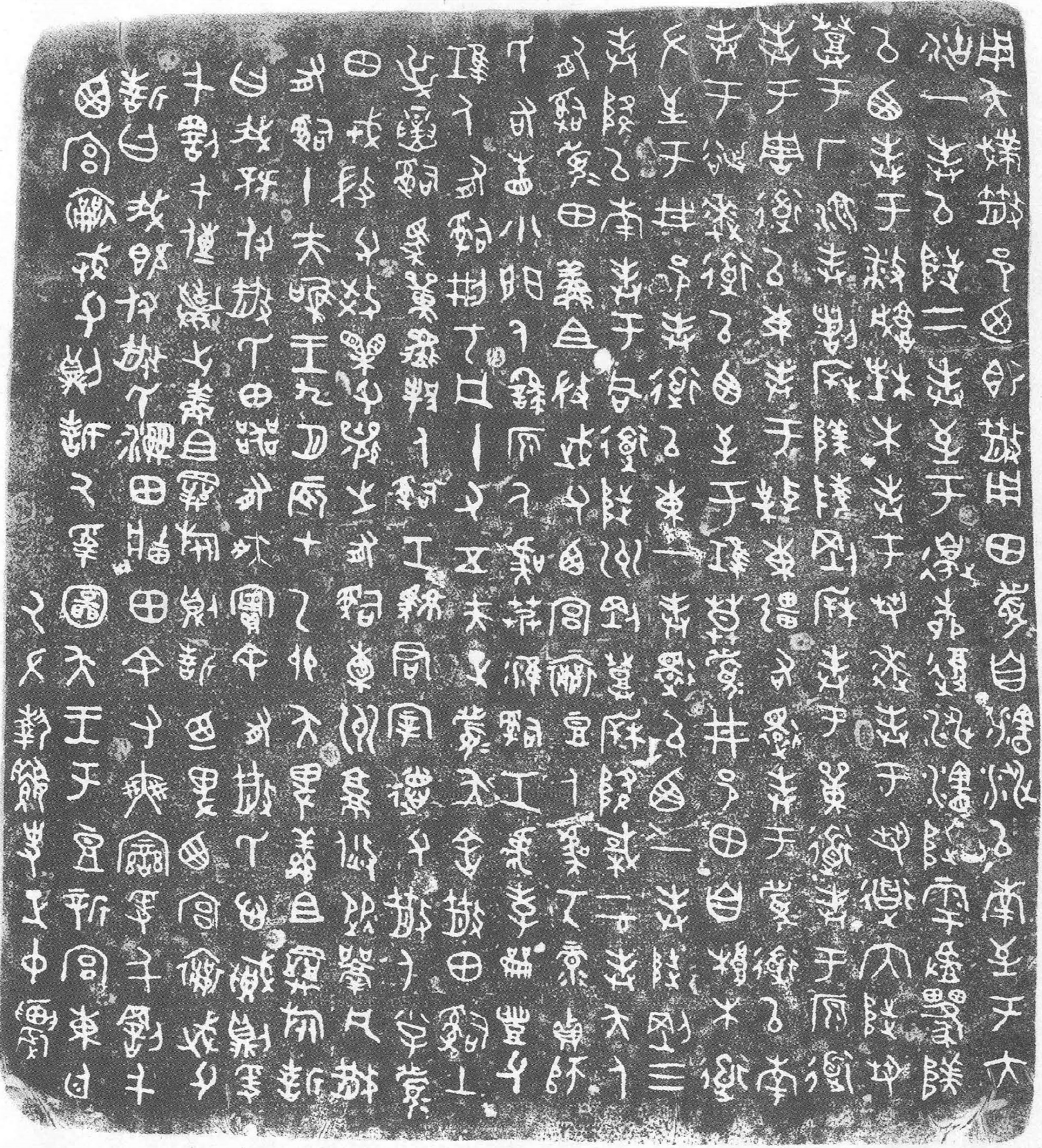
Inscripció San Shi